# دوره کثرت مداری در معماری

## مقدمه
برخلاف دوره بین دوجنگ جهانی که مشخصه بارز سبکی اش اهداف و وسایط در آثارمعماری بود، درمعماری دهه‌های اخیرتنوع فزاینده‌ای دیده می‌شود. گویی کل صحنه معماری در حال انفجار است وپاره‌های کثیر و پراکنده این انفجار را غالباً «آشوب بصری» خوانده‌اند. اگربا نظمی هم مواجه بشویم، بیشتر متشکل است ازتکرار یکنواخت عناصر ناپرداخته.
این گوناگونی تازه، اندکی پس از جنگ جهانی دوم رخ داد. برخی از نمایندگان جنبش مدرن تصمیم گرفتندکه معماری کارکرد مداررا نظام مندترکنند. ازهمه آنان مؤثرتر میس فان درروهه بودکه دربناهایی که درآمریکا ساخت، پرداخت پرشور وپرمعنای ساختمان اسکلتی را دنبال کردرفتار او با این عناصر تاحدود زیادی چنان بود که بناهای غیر واقعی کارکردمداری اولیه را قدری عینی تر کرد.
در این سبک مسئله هویت فضایی دوباره اولویت یافته شد. «روح مکان» فحوای معماری کثرت مدار را تشکیل می‌داد، امانه چون حالتی منفک ومنعزل، بلکه بقول لویی کان، چون «عالمی درعالم دیگر»

## منظر وسکونت گاه
در سال ۱۹۵۰ لوکوربوزیه سرانجام فرصت یافت که نظریه‌هایش دربارهٔ طرح‌ریزی شهری را عملی سازد. این هنگامی بود که از او خواستند مدیریت توسعه شهر چندیگره، مرکز ایالت پنجاب هندوستان را برعهده گیرد. اگرچه پیش تر متیو نوویکی طرح کلی برای آن درانداخته بود، لوکوربوزیه موفق شد آن را طبق قاعده‌های بنیادی خود تغییر دهد.
مسئله اصلی این بود که چگونه فضای درونی شهری ای بیافریند بی آنکه اندیشه کلی فضای گشوده را وانهد. معماران گوناگونی در طی دودهه اخیر به این مسئله پرداختند و اکنون راه حلی بدست آمده‌است. این راه حل کلاً متشکل است از تصور ساختار شهر به منزله چند الگوی رشد آزاد.

## بنا
تناقض موجود درسیرتحول معماری این است که اندیشه «ازمیان بردن جعبه» رایت به این قاعده کارکردمدارانه بدل شد که باید سازه فنی را از عناصر کارکردی تعریف‌کننده فضا جدا کرد، این نیز خود موجب تمایل دوباره به تصور بناها درقالب جعبه‌های ساده باشد. درحالی که نوع تازه جعبه حاوی پلانی آزاد است.
پرشورترین مطالعه دربارهٔ جعبه مدرن را میس فان درروهه انجام داد. او هدف خود را چنین تعریف کرد: «اهدافی که بناها قرار است برآورند پیوسته درتغییر است، لیکن ماتوان آن را نداریم که بناها را ویران کنیم؛ بنابراین شعار سالیوان، یعنی «صورت از کارکرد پیروی می‌کند» را واژگون می‌کنیم وفضای عملی و اقتصادی می‌سازیم وکارکردها را در آن می‌شناسیم»

## پرداخت
درمهم‌ترین تجارب دهه ۱۹۵۰ امکانات سازه‌ای و حجمی بتن مسلح را به منزله مبدأ کار اختیار کردند. لوکوربوزیه در اونیته دابیتاسیون درمارسی(۱۹۴۷–۱۹۵۲)ازبتن زمخت استفاده کرده تا به بنا حضورکالبدی ای کلی ببخشد.
کاربرد خیال‌انگیز بتن مسلح وجه شاخص آثار پی یر لوئیجی نروی(۱۸۹۱–۱۹۷۹)است. بناهای نروی کاملاً ساختار محور و مبین این شعار میس فان درروهه است: «هرجا فناوری به‌غایت تحقق خود می‌رسد، به معماری تعالی می‌بخشد»

### رونشان
در سال ۱۹۵۳که پروژه لوکوربوزیه برای کلیسای زیارتی نوتردام دوئو دررونشان منتشر شد، بیشتر طرفداران جنبش مدرن را بهت زده کرد. ناگهان همه صورتهای ممنوع دوباره آشکار شد:حجم مجسمه وار، سوراخ دردیوار، منحنی معناداروفضای داخلی غارگونه. اما آنان کلیسارا پس از اتمام در سال ۱۹۵۵ دیدند، نگرانیهایشان را ازیاد بردند و دریافتند معماری مدرن بعد تازه‌ای یافته‌است.
چنان‌که ازنام نوتردام دئو (به معنای حضرت مریم رفیع) پیداست، این کلیسا در مکانی مرتفع فرار گرفته‌است.

### فیلارمونی
درفیلارمونی برلین اثرهانس شارون(۱۹۷۲–۱۹۸۳)، معمارموضوع پدید آموردن فضای معنادار را نیز دریافته‌است. این بنا در سال ۱۹۶۳ پایان یافت، اما اندیشه بنیادی آن در سال۱۹۵۶ با ورود شارون به مسابقه‌ای مطرح گردیدکه در ان طرح او برنده شد.
فیلارمونی اصولاً «ظرف موسیقی است» وشبیه به ساز بزرگی است که دیوارهای بیرونی اش به پوسته تارک جعبه صوت می‌ماندشاروندر توضیح طرح خود نوشت «موسیقی در مرکز:همین اندیشه ساده استکه تالار موسیقی ارکسترفیلارمونی برلین را تعریف کرده‌استکل بنا را باید درنسبت باهمین اندیشه دانست»

### مرکز تحقیقات پزشکی ریچاردز
ظهور لوئی کان(۱۹۰۱–۱۹۷۴)یکی از شگفت‌ترین پدیده‌ها در معماری مدرن است. کان در همه نسل معماران (جوانتر) این باور رازنده کرد که معماری هنر است، هنری که با آن ارزش‌های گوهری وجود را بیان کرد. تلاش کان آغازگر دوره‌ای جدید در معماری کثرت مدار بود. درآثار او نیات اصلی معماری مدرن گرد آمده و انسجام یافته و ترکیبی واحد به دست آمده‌است. از قول کان به این جمله می‌توان اشاره نمود که «هرکسی را با رنگ راه راه کنند که گور خر نمی‌شود»
از کارهای وی می‌توان به مرکز تحقیقات پزشکی ریچاردز گریزی بزنیم.
صورت منطقی و طبیعی ای که برای این بنا انتخاب شد مجموعه‌ای از فضاهای اصلی نسبتاً کوچک بود همراه با عناصر مجزا برای ورود و خروج هوا. طرح نهایی متشکله ایست از سه برج آزمایشگاهی با طبقاتی کاملاً آزاد و گشوده، برج خدماتی مسدودتر و یک سری برجک باریک حاوی پلکان و هواکش.
مجموعه این برج‌ها، شباهتی خاص با شهرهای قرون وسطا دارد و در همان حال الگوی رشد اساساً تازه‌ای را عرضه می‌کند. هر برج آزمایشگاهی اسکلتی اصلی از بتن پیش ریخته دارد، با هشت ستون در پیرامون که در نقاط یکْ سوم و دوْسوم در هر ضلع قرار دارند. خرپاهای دوگانه‌ای که از نظر سازه‌ای پرداخت شده‌است به این نظام، ظاهری قوی و مقر می‌بخشد.
کنج‌ها شکست دارد و با صفحاتی از آجر و شیشه آن‌ها را پر کرده‌اند. به ویژه ورودی ای که در جهت مورب قرار گرفته‌است. در آنجا سازه خود به سایبانی پیش آمده بدل گردیده‌است. برجک‌های آجری در میان ستون‌ها و کاملاً جدا از سازه اصلی قرار دارند. این برجک‌ها از برج‌های اصلی بلندتر است و در نتیجه نمی‌گذارد مجموعه، توده‌ای فشرده به نظر آید.

## تصور فضا و سیر تحول آن
نمونه‌هایی که شرح دادیم گواه این نظر ماست که معماری جدید کثرت مدار در حال تحول است. معماری کثرت مدار طراحی نمی‌شود، بلکه پدید می‌آید و بیشتر نوعی روش است تاسبک معماری! با این حال، هرمکان محصول نیروهای چندی است:نیروهای طبیعی، اجتماعی و تاریخی، پس همچنان که معماری کثرت مدار نو است کهن نیز شمرده می‌شود. به آینده می‌نگرد، اما درگذشته ریشه دارد، و حال آن مقام انسان را در فضا و زمان روشن‌تر می‌سازد.